# Vait Ismaili
Vait Ismaili (* 2. März 1988 in Gostivar, SFR Jugoslawien, heute Nordmazedonien) ist ein österreichisch-mazedonischer Fußballspieler auf der Position eines linken Verteidigers. 

## Karriere
Ismailis Karriere begann im Jahre 1997 in Wien beim Favoritner AC. Nach neun Jahren wechselte Ismaili nach Niederösterreich zum ASK Schwadorf. Nach einem Jahr wechselte er erneut das Bundesland und ging nach Oberösterreich zum 1. FC Vöcklabruck. Nach zwei Jahren in Vöcklabruck wagte Ismaili den Sprung ins Ausland und wechselte zum tschechischen Verein FK Dukla Prag. Drei Pflichtspiele, immer als Ersatzspieler, waren zu wenig und so kam er ablösefrei nach Österreich zum SKN St. Pölten zurück. Sein Vertrag in St. Pölten lief nach zwei Jahren aus und er war für beinahe ein Jahr vereinslos, bevor ihn der TSV Hartberg verpflichtete. Doch nach knapp einem halben Jahr wurde die Salzburger Austria auf Ismaili aufmerksam und nahm ihn unter Vertrag. Er sollte Peter Urbanek, der zum SV Seekirchen ging, ersetzen. In elf Spielen schoss der Außenverteidiger zwei Tore. Doch schon im Sommer ging es wieder nach Wien, diesmal aber zur First Vienna in die Erste Liga, wo er von 36 Spielen 29 spielte. Nach einem bescheidenen Jahr für die First Vienna in der Ersten Liga musste sich der Verein von Ismaili trennen, der wieder für ein halbes Jahr vereinslos war. In der Winterpause wechselte Ismaili in die BTV Bezirksliga Süd zum ASKÖ Oedt. Mit Oedt stieg er in die Landesliga Ost auf. Nach dem Abenteuer stieg er eine Liga weiter rauf und wechselte zum SC Mannsdorf in die Landesliga Niederösterreich. Mannsdorf packte die Landesliga und stieg in die Regionalliga Ost auf, doch ohne Ismaili, denn er wechselte zurück in die Landesliga zum SV Langenrohr. Ein halbes Jahr und magere sechs Spiele später wechselte Ismaili in der Winterpause zum 14. der Landesliga Niederösterreich: SV Würmla. 
Ein halbes Jahr darauf wechselte Ismaili weiter nach Salzburg zum SK Bischofshofen, wo er allerdings negativ auffiel. Beim Spiel gegen die zweite Mannschaft von SV Grödig gerieten nach dem Spiel Ismaili und der Kapitän Grödigs, Luka Radulovic im Kabinentrakt aneinander, nachdem dieser Ismaili im Spiel am Knöchel verletzte. Schließlich begann zwischen den beiden Spielern eine Schlägerei, welche durch Vereinsverantwortliche schnell aufgelöst wurde. Das Engagement in der Regionalliga sowie die aktive Fußballerkarriere von Vait Ismaili endete mit Jänner 2019 vorerst. Nach der Sommerpause wechselte Ismaili in die 2. Landesliga Ost Niederösterreich zum TUS Obergänserndorf. 